# Alfa Romeo 33 Stradale
Der Alfa Romeo 33 Stradale ist ein Sportwagen des italienischen Automobilherstellers Alfa Romeo, der vom Karosseriebauunternehmen Touring Superleggera hergestellt wird. Das Fahrzeug soll an den Alfa Romeo Tipo 33 Stradale erinnern und insgesamt 33 Mal gebaut werden.

## Modellgeschichte
Das Fahrzeug wurde in einer neu gegründeten Abteilung Bottega realisiert. Sie sammelte Kundenwünsche mit dem Ziel, möglichst viele davon in einem exklusiven Fahrzeug umzusetzen. Der Stradale 33 war schon vor der Premiere Ende August 2023 ausverkauft. Das erste Serienfahrzeug wurde im Dezember 2024 fertiggestellt.

## Technik

### Karosserie
Der 33 Stradale ist 4,64 m lang, 1,97 m breit und 1,23 m hoch. Die Karosserie besteht aus Aluminium und hat Schmetterlingstüren; sie wird Blu Reale (Königsblau) und den beiden Rottönen Rosso Alfa und Rosso Villa d’Este angeboten. Der Luftwiderstandsbeiwert (cw) des Wagens wird mit 0,375 angegeben; das Heck hat eine scharfe Abrisskante (Coda Tronca), auch ohne verstellbare aerodynamische Hilfsmittel entsteht kein Auftrieb.

#### Innenraum
Die Innenausstattung ist sportlich (Corse) oder traditionell (Tributo) mit Lenkradspeichen aus Aluminium gestaltet. Am Lenkrad gibt es keine weiteren Bedienelemente. Schalter sind am Dach und auf der Mittelkonsole platziert. Letztere ist wie ein Teil des Armaturenbretts mit Aluminium gestaltet. Die Sitzbezuggestaltung nimmt Bezug auf die 1960er Jahre des Tipo 33 Stradale.

#### Alfa Romeo 33 Stradale auf Ausstellungen 2024

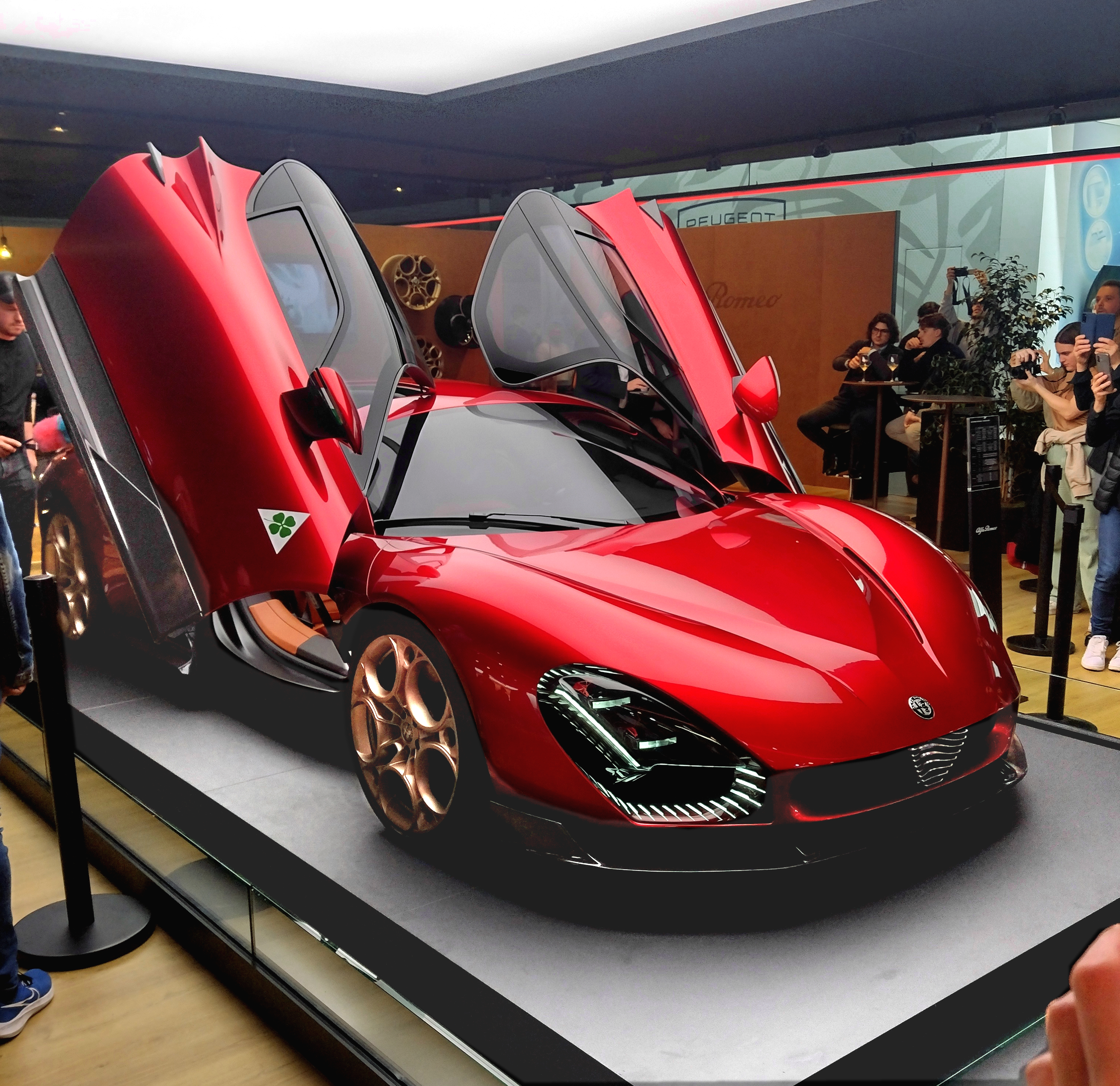
Ausstellung auf dem Pariser Autosalon 2024 …
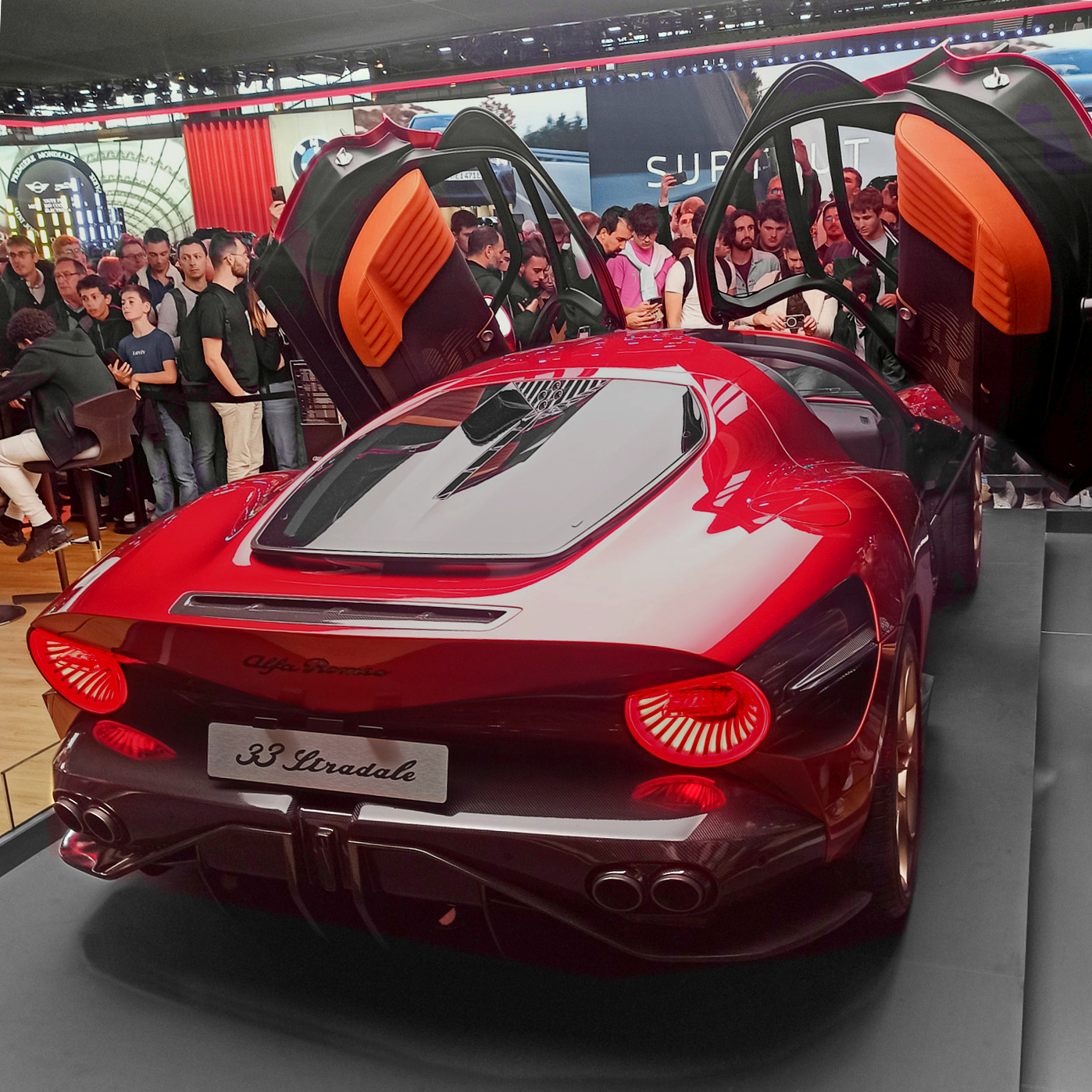
… mit Ottomotor
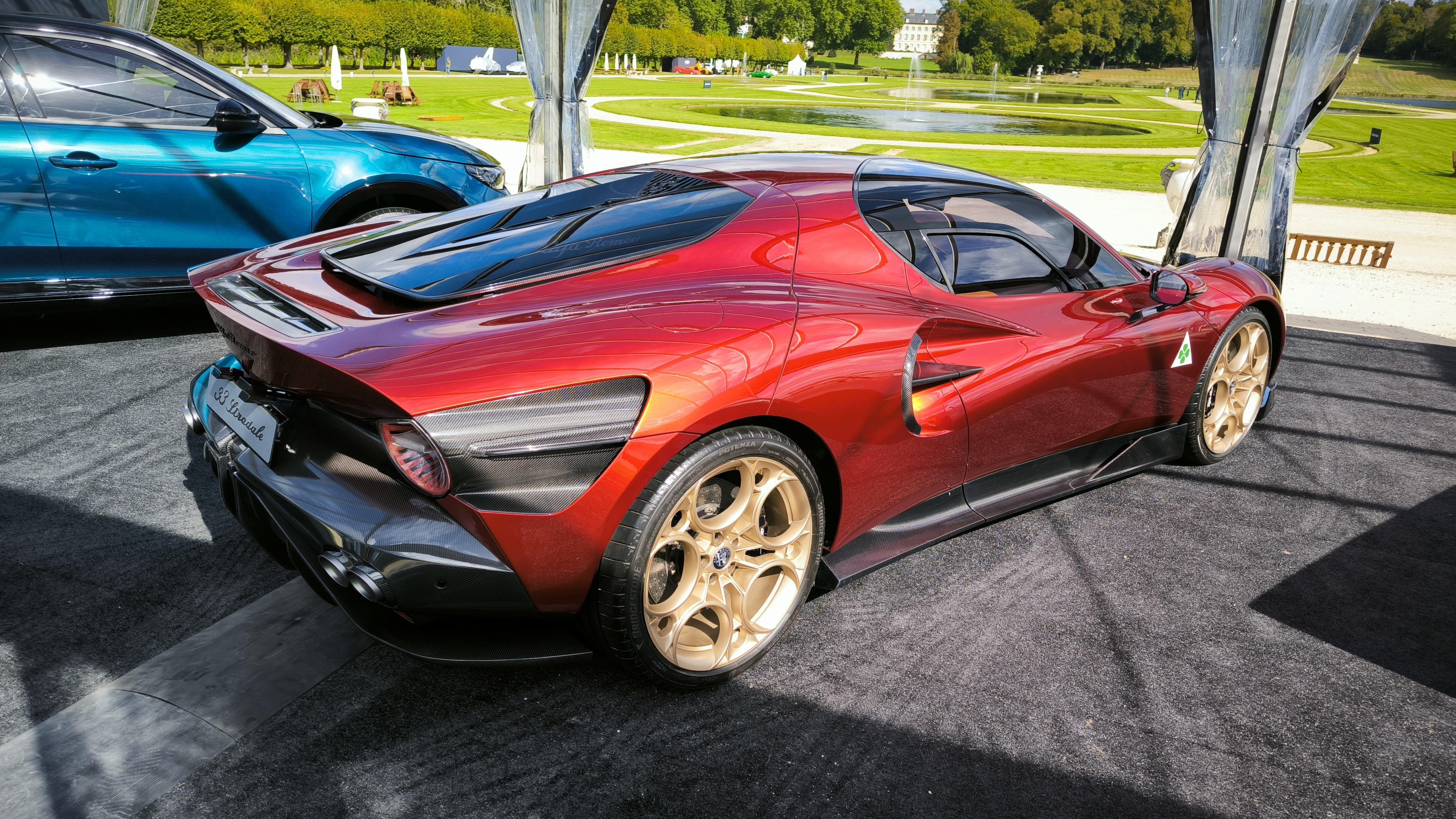
33 Stradale, auf Arts & Élégance in Chantilly

### Fahrwerk
Das Chassis hat einen H-förmigen Rahmen aus Aluminium, in dem das Carbonmonocoque, das bereits aus dem Maserati MC20 bekannt ist, der Fahrgastzelle eingesetzt ist. Alle Räder sind an doppelten Querlenkern aufgehängt. Das Stoßdämpferverhalten ist einstellbar (Strada, zwei eher komfortable Einstellungen; Pista, zwei eher sportliche Einstellungen). Die Bremse mit innenbelüfteten Carbon-Keramik-Bremsscheiben an allen vier Rädern arbeitet elektronisch gesteuert („Brake-by-wire“); vorn werden Bremssättel mit sechs, hinten mit vier Bremskolben betätigt.

### Antrieb
Der 33 Stradale ist mit 3,0-Liter-Biturbo-V6-Verbrennungsmotor (456 kW/620 PS) und als Elektroauto (552 kW/750 PS) erhältlich. Der Verbrennungsmotor wurde aus dem 2,9-Liter-Sechszylinder 690T von Giulia und Stelvio und dem 3,0-Liter-Sechszylinder Nettuno vom Maserati MC20 weiterentwickelt und ist als Mittelmotor in der Mitte des Fahrzeugs hinter dem Fahrgastraum eingebaut. Die Kraft wird über ein 8-Gang-Doppelkupplungsgetriebe auf die Hinterräder übertragen. Aus dem Stand soll dieses Modell in weniger als drei Sekunden auf 100 km/h beschleunigen, auf der Teststrecke erreichte es 333 km/h. Mit dem 60-Liter-Tank soll eine Reichweite von 450 km möglich sein.
Vom Elektroantrieb wurde wenig bekannt: er arbeitet mit Allradantrieb und mit 800-V-Technik; einige Quellen nennen zwei, mehrere drei Elektromotoren (einer an der Vorderachse, zwei an der Hinterachse). Die Batteriekapazität beträgt 102 kWh, von denen 90 kWh nutzbar sind. Nur wenige Kunden bestellten die elektrische Version.

## Technische Daten
|                                                        | 33 Stradale                    | 33 Stradale EV  |
| Bauzeitraum                                            | seit 12/2024                   | seit 12/2024    |
| Motorkenndaten                                         |                                |                 |
| Motortyp                                               | V6-Ottomotor                   | Elektromotoren  |
| Motoraufladung                                         | Biturbo                        | —               |
| Hubraum                                                | 3000 cm³                       | —               |
| Verdichtungsverhältnis                                 | 11 : 1                         | —               |
| max. Leistung bei min−1                                | 456 kW (620 PS) / 7500         | 551 kW (750 PS) |
| max. Drehmoment bei min−1                              | 730 Nm / 3000–5500             |                 |
| Kraftübertragung                                       |                                |                 |
| Antrieb                                                | Hinterradantrieb               | Allradantrieb   |
| Getriebe                                               | 8-Gang-Doppelkupplungsgetriebe |                 |
| Messwerte                                              |                                |                 |
| Höchstgeschwindigkeit                                  | > 333 km/h                     | 333 km/h        |
| Beschleunigung, 0–100 km/h                             | 3,0 s                          | 2,5 s           |
| Leergewicht                                            | 1500 kg                        | 2100 kg         |
| Kraftstoff- / Energieverbrauch auf 100 km (kombiniert) | 11,5 l Super                   |                 |
| CO2-Emissionen (kombiniert)                            | 261 g/km                       | —               |
| Tankinhalt/Batteriekapazität                           | 60 l                           | 102 kWh         |
| Abgasnorm                                              | Euro 6d                        | —               |